# Mykenska kungar
Mykenska kungar. Perseus, kung av Tiryns grundade staden Mykene och anses vara den första kungen av Mykene, men det är inte känt om han också flyttade regeringens säte där.
Efter  Temenos erövringen av Argos styrdes landet därifrån. 

## Lista över mykenska kungar
| Perseus               | 1300-talet f.Kr. | 1300-talet f.Kr. | 1300-talet f.Kr. |
| Elektryon             | 1300-talet f.Kr. | 1300-talet f.Kr. | 1300-talet f.Kr. |
| Amphitryon            | 1300-talet f.Kr. | 1300-talet f.Kr. | 1300-talet f.Kr. |
| Sthenelos             | 1300-talet f.Kr. | 1300-talet f.Kr. | 1300-talet f.Kr. |
| Eurystheus            | 1200-talet f.Kr. | 1200-talet f.Kr. | 1200-talet f.Kr. |
| Atreus                | 1200-talet f.Kr. | 1200-talet f.Kr. | 1200-talet f.Kr. |
| Thyestes              | 1200-talet f.Kr. | 1200-talet f.Kr. | 1200-talet f.Kr. |
| Agamemnon             | 1100-talet f.Kr. | 1100-talet f.Kr. | 1100-talet f.Kr. |
| Aigisthos             | 1100-talet f.Kr. | 1100-talet f.Kr. | 1100-talet f.Kr. |
| Aletes eller Menelaos | 1100-talet f.Kr. | 1100-talet f.Kr. | 1100-talet f.Kr. |
| Orestes               | 1100-talet f.Kr. | 1100-talet f.Kr. | 1100-talet f.Kr. |
| Tisamenos             | 1100-talet f.Kr. | 1100-talet f.Kr. | 1100-talet f.Kr. |